# Södertelge uthamn station

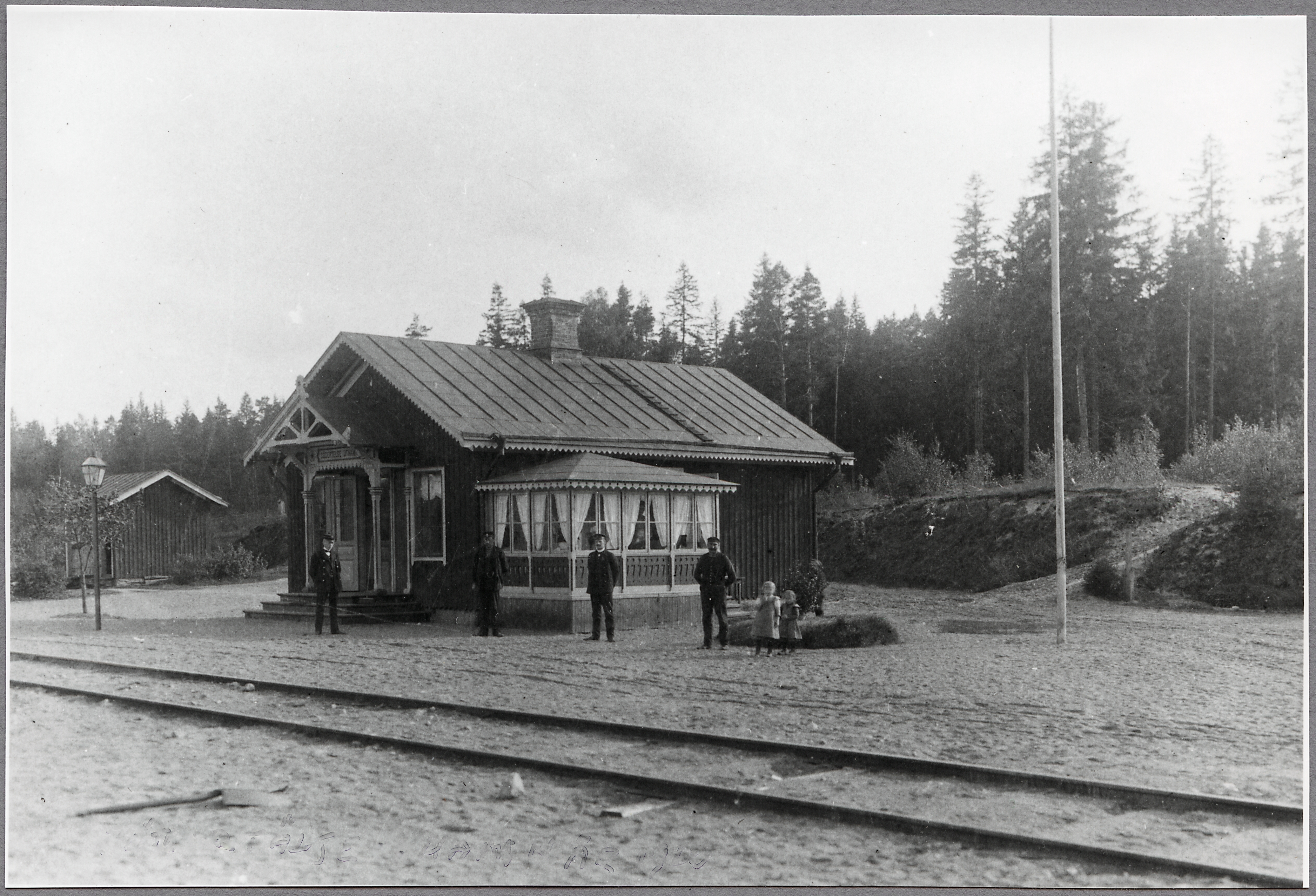
Stationsbyggnaden med spår år 1900

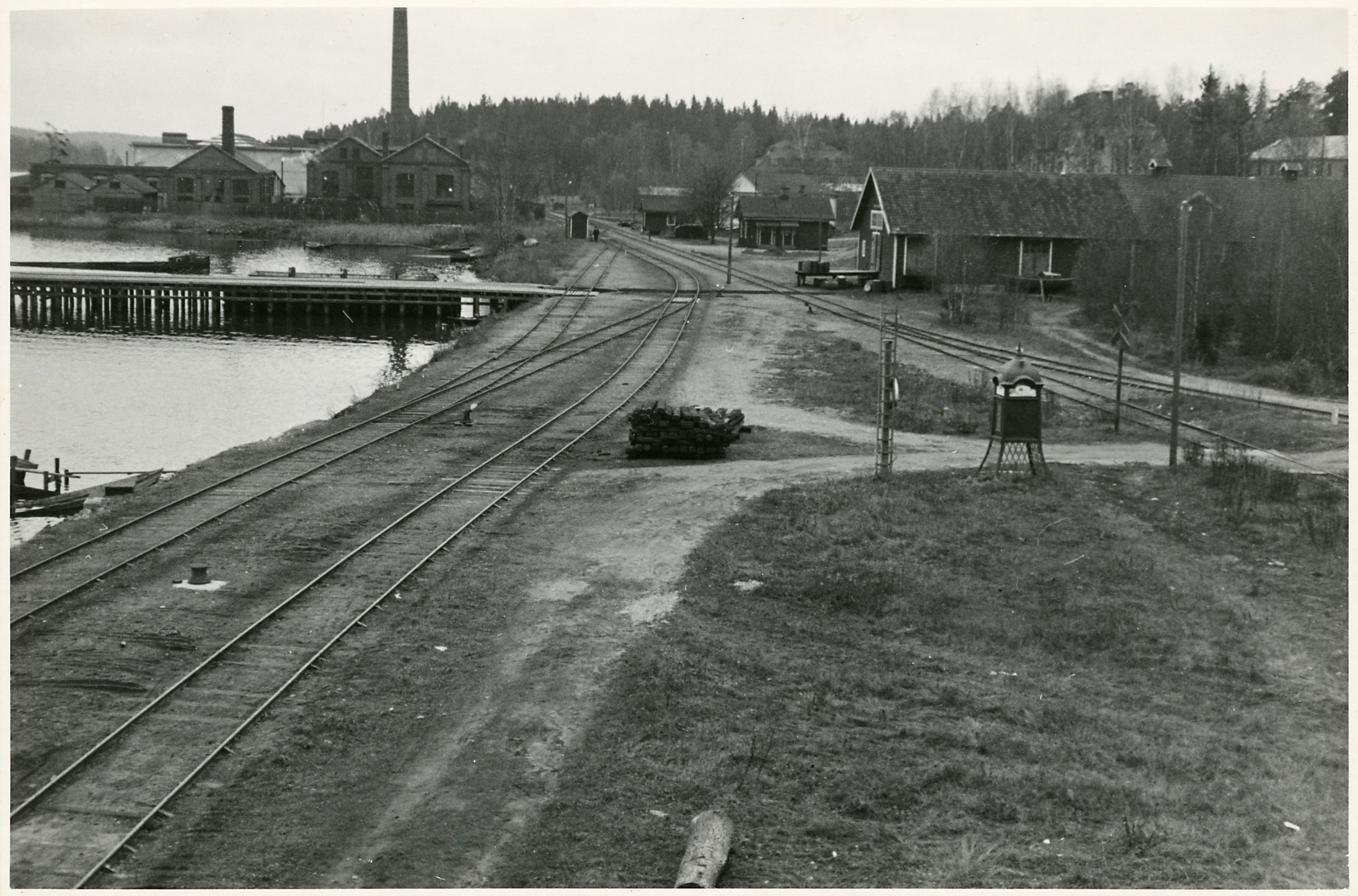
Spårområden vid Södertelge uthamn

Ej att förväxla med stationen som idag heter Södertälje hamn
Södertelge uthamn (annan stavning Södertelje uthamn, 1895-96 kallad Igelsta hamn) var en järnvägsstation på Norra Södermanlands Järnväg (NrSlJ) i Södertälje i Södermanland och Stockholms län.
Stationen var belägen på västra sidan om Igelstaviken och Södertälje kanal. Även om stationen hette Igelsta hamn under en kort period skall den ej förväxlas med Igelsta station i Östertälje socken på vikens motsatta sida, som i sin tur bytte namn till Östertälje station 1921.
Stationen hade en byggnad med expedition eller väntsal. Spåret var draget med anslutning till flera övriga stationer i staden, och passerade flera fabriksområden som Södertelge Verkstäder och Vabis. Flera anställda på AB Baltic bodde i centrala Södertälje, och åkte tåg till Södertälje uthamn station när de skulle arbeta.
Stationsföreståndare år 1897 var J. August Tingvall.